# Obrzycko (gemeente)
De gemeente Obrzycko is een landgemeente in het Poolse woiwodschap Groot-Polen, in powiat Szamotulski.
De zetel van de gemeente is in Obrzycko.
Op 30 juni 2004 telde de gemeente 4241 inwoners.

## Oppervlakte gegevens
In 2002 bedroeg de totale oppervlakte van gemeente Obrzycko 110,65 km², waarvan:
- agrarisch gebied: 47%
- bossen: 48%

De gemeente beslaat 9,88% van de totale oppervlakte van de powiat.

## Demografie
Stand op 30 juni 2004:
| Omschrijving                   | Totaal | Totaal | Vrouwen | Vrouwen | Mannen | Mannen |
| ------------------------------ | ------ | ------ | ------- | ------- | ------ | ------ |
| eenheid                        | aantal | %      | aantal  | %       | aantal | %      |
| inwoners                       | 4241   | 100    | 2118    | 49,9    | 2123   | 50,1   |
| bevolkingsdichtheid (inw./km²) | 38,3   | 38,3   | 19,1    | 19,1    | 19,2   | 19,2   |

In 2002 bedroeg het gemiddelde inkomen per inwoner 1325,08 zł.

## Administratieve plaatsen (sołectwo)
Dobrogostowo, Gaj Mały z przysiółkiem Karolin, Jaryszewo z przysiółkami Brączewo en Daniele, Koźmin, Obrowo z przysiółkami Lizbona en Bugaj, Ordzin, Pęckowo, Piotrowo z przysiółkami Annogóra, Antoniny, Modrak en Nowina, Słopanowo z przysiółkami Słopanowo-Huby, Karczennka, Kobylniki en Żurawiniec, Stobnicko, Zielonagóra z przysiółkami Borownik, Chraplewo en Obrzycko-Zamość.
Zonder de status sołectwo : Kobylniki (w sołectwie Słopanowo), Obrzycko-Zamek (w sołectwie Zielonagóra).

## Aangrenzende gemeenten
Lubasz, Oborniki, Obrzycko, Ostroróg, Połajewo, Szamotuły, Wronki